# Niisa Trawl
Niisa Trawl ApS er en privatejet grønlandsk fiskerivirksomhed med hovedkvarter i Nuuk. De ejer trawleren Regina C, hvorfra de fanger og forarbejder rejer. Regina C er 79 meter lang og blev bygget i Spanien i 2018. I 2024 havde de en omsætning på 220 mio. danske kroner.
Niisa Trawl er ejet af Svend Christensen samt familie. Virksomheden blev etableret af Svend Christensen i 1977.